# Krzysztof Maksel
Krzysztof Maksel (Paczków, 4 de julho de 1991) é um desportista polaco que compete no ciclismo na modalidade de pista, especialista na prova de velocidade por equipas.
Ganhou duas medalhas de prata no Campeonato Europeu de Ciclismo em Pista, nos anos 2012 e 2015. Nos Jogos Europeus de 2019 obteve uma medalha de bronze na prova de 1 km contrarrelógio.
Participou nos Jogos Olímpicos de Verão de 2016, ocupando o 7.º lugar na prova de velocidade por equipas.

## Medalheiro internacional
| Jogos Europeus     | Jogos Europeus        | Jogos Europeus    | Jogos Europeus         |
| Ano                | Lugar                 | Medalha           | Competição             |
| ------------------ | --------------------- | ----------------- | ---------------------- |
| 2019               | Minsk ( Bielorrússia) | Medalha de bronze | 1 km contrarrelógio    |
| Campeonato Europeu |                       |                   |                        |
| Ano                | Lugar                 | Medalha           | Competição             |
| 2012               | Panevėžys ( Lituânia) | Medalha de prata  | Velocidade por equipas |
| 2015               | Grenchen ( Suíça )    | Medalha de prata  | Velocidade por equipas |

1. ↑  Competiu na rodada de classificação.